# Cherry Valley Township (Missouri)
Cherry Valley Township est un township du comté de Carroll dans le Missouri, aux États-Unis,. Le township est baptisé en référence aux cerisiers présents sur son territoire.

## Source de la traduction
- (en) Cet article est partiellement ou en totalité issu de l’article de Wikipédia en anglais intitulé « Cherry Valley Township, Carroll County, Missouri » (voir la liste des auteurs).